# Andris Biedriņš
Andris Biedriņš (Riga, Letonia, 2 de abril de 1986) es un exjugador de baloncesto letón que disputó 10 temporadas en la NBA. Con 2,13 metros de estatura jugaba en la posición de pívot.

## Carrera

### FIBA
Su carrera profesional comenzó en el BK Skonto en la temporada 2002-03 de la máxima competición de Letonia, debutando con 16 años. Impactó muy joven, jugando 41 partidos de la LBL y promediando 2,9 puntos y 4,6 rebotes, con porcentajes de 59,8% en tiros de campo. Fue nombrado mejor joven del año. En su segunda campaña, explotó definitivamente con números de 18 puntos por partido y 8,9 rebotes, además de un increíble 61,5% en tiros de campo. Tras esta temporada, se declaró elegible para el Draft de la NBA.

### NBA
Biedrins fue elegido por Golden State Warriors en la undécima posición, aunque jugó poco en su primera temporada en la liga, debido en parte a sus problemas de faltas. En su segundo año mejoró, jugando 68 encuentros y promediando 3,9 puntos y 4,2 rebotes en 14,1 minutos de juego. Sin embargo, continuaba con sus serios problemas de faltas personales, cometiendo 190 en 1000 minutos de juego esa campaña. Irónicamente fue conocido por los aficionados de los Warriors como "One Minute Man", ya que consideraban que era imposible que no cometiera una personal en 60 segundos. 
En su tercer año impresionó a todos, gracias a la confianza que depositó en él Don Nelson, mandando a Adonal Foyle al banquillo y poniendo al letón de titular. De los 82 partidos que jugó, 63 fueron de titular, promediando 9,5 puntos y 9,3 rebotes. Al final de temporada fue uno de los candidatos para optar al premio al Jugador Más Mejorado. Sus exhibiciones más notables fueron los 31 puntos ante Denver Nuggets en noviembre (7 tapones dos días antes contra el mismo rival) y los 18 rebotes ante Charlotte Bobcats en febrero.
En su cuarta temporada Biedrins no ha hecho más que mejorar y se ha convertido en uno de los pívots con más futuro de la NBA promediando 10,5 puntos y 9,5 rebotes pese a tener tan sólo 22 años. Por este motivo los Warriors lo ven cómo un pívot con mucho futuro y tienen la esperanza de que se convierta en su pívot titular durante muchos años. Es por ello que durante el verano del 2008 los Warriors rechazaron una oferta de Detroit Pistons en que ofrecían a su base titular Chauncey Billups a cambio del joven letón.
A finales de julio de 2008, Biedrins renovó su contrato con los Warriors por 63 millones de dólares en seis años, siendo el último opción del jugador. Su contrato con el equipo vencía en 2014.
En julio de 2013 los Warriors lo traspasaron junto a Brandon Rush y Richard Jefferson a los Utah Jazz para evitar sobrepasar el límite salarial de la NBA tras contratar a Andre Iguodala.

## Estadísticas de su carrera en la NBA

### Temporada regular
| Año     | Equipo       | PJ  | PT  | MPP  | %TC   | %3P  | %TL  | RPP  | APP | ROB | TPP | PPP  |
| ------- | ------------ | --- | --- | ---- | ----- | ---- | ---- | ---- | --- | --- | --- | ---- |
| 2004–05 | Golden State | 30  | 1   | 12.8 | .577  | .000 | .475 | 3.9  | .4  | .4  | .8  | 3.6  |
| 2005–06 | Golden State | 68  | 2   | 14.7 | .638  | .000 | .306 | 4.2  | .4  | .3  | .7  | 3.8  |
| 2006–07 | Golden State | 82  | 63  | 29.0 | .599  | .000 | .521 | 9.3  | 1.1 | .8  | 1.7 | 9.5  |
| 2007–08 | Golden State | 76  | 59  | 27.3 | .626  | .000 | .620 | 9.8  | 1.0 | .7  | 1.2 | 10.5 |
| 2008–09 | Golden State | 62  | 58  | 30.0 | .578  | .000 | .551 | 11.2 | 2.0 | 1.0 | 1.5 | 11.9 |
| 2009–10 | Golden State | 33  | 29  | 23.1 | .591  | .000 | .160 | 7.8  | 1.7 | .6  | 1.3 | 5.0  |
| 2010–11 | Golden State | 59  | 55  | 23.7 | .534  | .000 | .323 | 7.2  | 1.0 | .9  | .9  | 5.0  |
| 2011–12 | Golden State | 47  | 35  | 15.7 | .609  | .000 | .111 | 3.7  | .3  | .5  | 1.0 | 1.7  |
| 2012-13 | Golden State | 53  | 9   | 9.3  | .476  | .000 | .308 | 2.9  | .3  | .3  | .8  | .5   |
| 2013-14 | Utah         | 6   | 0   | 7.5  | 1.000 | .000 | .167 | 2.8  | .0  | .0  | .0  | .5   |
| Total   | Total        | 516 | 311 | 21.6 | .594  | .000 | .500 | 7.0  | .9  | .6  | 1.1 | 6.3  |

### Playoffs
| Año   | Equipo       | PJ | PT | MPP  | %TC  | %3P  | %TL  | RPP | APP | ROB | TPP | PPP |
| ----- | ------------ | -- | -- | ---- | ---- | ---- | ---- | --- | --- | --- | --- | --- |
| 2007  | Golden State | 11 | 8  | 24.3 | .730 | .000 | .533 | 6.3 | .5  | .7  | 1.5 | 6.4 |
| 2013  | Golden State | 3  | 0  | 5.7  | .000 | .000 | .000 | 2.3 | .3  | .0  | .7  | .0  |
| Total | Total        | 14 | 8  | 20.3 | .730 | .000 | .533 | 5.4 | .4  | .6  | 1.4 | 5.0 |

## Vida personal
Tiene un hijo llamado Emīls, que tuvo con Madara Grīnberga.
Se convirtió en el segundo jugador de Letonia que disputó un encuentro la NBA. El primero fue Gundars Vetra que jugó 13 partidos con Minnesota Timberwolves en la temporada 1992-93.